# Завада Олександр Леонідович
Завада Олександр Леонідович (нар. 11 липня 1960 року, Бердичів, Житомирська область) — український політик та підприємець.

## Біографія
Народився 11 липня 1960 року (місто Бердичів, Житомирська область); українець; батько Леонід Дмитрович (1928–1997); мати Анна Олександрівна (1928); дружина Ірина (1965); дочка Олена (1985).
Освіта: Львівський політехнічний інститут, механічно-машинобудівний факультет (1977–1982), інженер-механік, «Автомобілі і трактори»; Міжрегіональна академія управління персоналом (2002–2003), економіст, фінансовий менеджер, «Фінанси. Фінансовий менеджмент».
- Жовтень 1982 — листопад 1990  роки — змінний майстер цеху, інженер-технолог, начальник технологічного бюро відділу головного технолога Київського мотоциклетного заводу.
- Листопад 1990 — жовтень 1991  роки — секретар, заступник голови Комісії з економічної реформи, підприємництва та самоврядування Київської міської ради народних депутатів.

## Державна діяльність
- Жовтень 1991 — жовтень 1992 роки — завідувач сектору з питань приватизації відділу з питань власності і підприємництва, заступник керівника групи експертів з питань власності і підприємництва, державний експерт з приватизації Кабінету Міністрів України.
- 1 жовтня 1992 — 21 червня 2001 роки — Голова Антимонопольного комітету України.
- Липень 2001 — червень 2002 роки — радник Прем'єр-міністра України.
- З червня 2002 року — голова правління, з квітня 2004 року — президент НАСК «Оранта».

Радник Прем'єр-міністра України на громадських засадах з червня по листопад 2002 року.
Заступник голови Ради підприємців при Кабінеті Міністрів України з листопада 2002 по квітень 2004 року.

## Нагороди
- Орден «За заслуги» III ступеня (листопад 1998).
- Почесна грамота Кабінету Міністрів України (липень 2000).
- «Знак Пошани» Антимонопольного комітету України (червень 2000).

## Службовий ранг
Державний службовець 1-го рангу (листопад 2001 року).

## Знання мов
Володіє англійською, польською мовами.

## Джерело
- Відкрита Україна[недоступне посилання]